# یانه سارینن
یانه سارینن (فنلاندی: Janne Saarinen؛ زادهٔ ۲۸ فوریهٔ ۱۹۷۷) بازیکن فوتبال اهل فنلاند بود.
از باشگاه‌هایی که در آن بازی کرده‌است می‌توان به باشگاه فوتبال هلسینکی، باشگاه فوتبال هکن، باشگاه فوتبال کپنهاگن، باشگاه فوتبال مونیخ ۱۸۶۰، باشگاه فوتبال روزنبورگ، و باشگاه فوتبال گوتبورگ اشاره کرد.
وی همچنین در تیم ملی فوتبال فنلاند بازی کرده‌است.